# Valde & Theo
|  | Denne artikel er oprettet af botten PalnaBot ud fra en ekstern database. Den kan derfor have sproglige fejl eller mangler. Denne skabelon kan fjernes efter kontrol af indholdet. |

Valde & Theo er en kortfilm instrueret af Peter Harton efter manuskript af Peter Harton.